# Liste der Baudenkmale in Schmatzin
In der Liste der Baudenkmale in Schmatzin sind alle denkmalgeschützten Bauten der Gemeinde Schmatzin (Mecklenburg-Vorpommern) und ihrer Ortsteile aufgelistet. Grundlage ist die Veröffentlichung der Denkmalliste des Landkreises Ostvorpommern mit dem Stand vom 30. Dezember 1996.

## Baudenkmale nach Ortsteilen

### Schmatzin
| ID | Lage                           | Bezeichnung                                                                                         | Beschreibung | Bild                                                                                                |
| -- | ------------------------------ | --------------------------------------------------------------------------------------------------- | --- | --------------------------------------------------------------------------------------------------- |
|    | Park, südlich Dorflage (Karte) | Gutspark mit Grabstätte Runge sowie teilweise gemauerten Feldsteinbegrenzungen und Trockenmauern    | Der Park wurde saniert, die Wege gepflegt und die Trockenmauern der Begrenzung sind erneuert.                                                                                          | Gutspark mit Grabstätte Runge sowie teilweise gemauerten Feldsteinbegrenzungen und Trockenmauern    |
|    | Gutshof (Karte)                | Mühle/Speicher mit Trocknungsanlage                                                                 | Gut gepflegte Anlage mit gepflastertem Hof, Taubenturm und Stallscheune. Speicher bzw. ehem. Mühle mit Feierabenduhr und -glocke.                                                      | Mühle/Speicher mit Trocknungsanlage                                                                 |
|    | Dorfstraße Nr. 6/7 (Karte)     | Tagelöhner-Wohnhaus                                                                                 | Klinkerbauten, sparsam verziert. | Tagelöhner-Wohnhaus                                                                                 |
|    | Dorfstraße Nr. 62/63 (Karte)   | Wohnhaus in einer Reihe von traufständigen Doppelwohnhäusern mit dahinterliegenden kleinen Ställen. | Es handelt sich um die letzte dieser Landarbeiterkaten im Originalzustand aus dem Jahr 1938. Gebäudekomplex wurde ab 2008 restauriert und wird inzwischen als Feriendomizil vermietet. | Wohnhaus in einer Reihe von traufständigen Doppelwohnhäusern mit dahinterliegenden kleinen Ställen. |

### Schlatkow
| ID | Lage                        | Bezeichnung | Beschreibung | Bild |
| -- | --------------------------- | --- | --- | --- |
|    | östlich Dorfzentrum (Karte) | Feldstein-Dorfkirche Maria Magdalena                                                                                         | Feldsteinkirche von um 1400 mit Backsteingiebel und Rundbogenfenster; 1699 durch Blitz zerstört, Wiederaufbau ohne Turm bis 1708; 1985 Einsturz des Dachstuhls, seit 1987 Gebäudessicherung und Wiederaufbau. | Feldstein-Dorfkirche Maria Magdalena                                                                                         |
|    | Kirchhof                    | Friedhof, Umfassungsmauer (Trockenmauer) mit Toranlage, Grabmale und Gitterumzäunungen, Glockenstuhl                         | Anlage mit historischen Grabmalen; 2-gesch. Glockenstuhl mit Pyramidendach; gemauertes Kirchhofsportal. | Friedhof, Umfassungsmauer (Trockenmauer) mit Toranlage, Grabmale und Gitterumzäunungen, Glockenstuhl                         |
|    | Gutshof (Karte)             | Gutsanlage mit Gutshaus, Wohnhaus (Nr. 59), ehem. Melkerschule (parallel zu Nr. 59), Wegführung und Hofplatz mit Pflasterung | Gut erhaltene Gutsanlage mit 2-gesch. Gutshaus mit Schwedenausstellung, große Scheune (heute Festscheune), Wohnhaus (Nr. 59) und Melkerschule der 1920/30er Jahre als Fachwerkmauerbauten.                    | Gutsanlage mit Gutshaus, Wohnhaus (Nr. 59), ehem. Melkerschule (parallel zu Nr. 59), Wegführung und Hofplatz mit Pflasterung |
|    | Nr. 21 (Karte)              | ehem. Pfarrhaus | | |

### Wolfradshof
| ID | Lage                       | Bezeichnung | Beschreibung | Bild |
| -- | -------------------------- | --- | --- | --- |
|    | nördliche Dorflage (Karte) | Gutsanlage mit Gutshaus (Nr. 15), Wegführung mit Pflasterung und Zufahrtsparterre, Park, rechter Stallspeicher mit Wohnteil (Nr. 14), linker Stallspeicher | Klassizistischer, sanierter, 1.gesch. 11-achs. Putzbau von 1848 mit Krüppelwalm und Mittelrisalit; Park mit Winterlindenrondell und Skulpturen; Wirtschaftsgebäude zum Teil verfallen. | Gutsanlage mit Gutshaus (Nr. 15), Wegführung mit Pflasterung und Zufahrtsparterre, Park, rechter Stallspeicher mit Wohnteil (Nr. 14), linker Stallspeicher |